# Astoria (stúdió)
Koordináták: é. sz. 51° 24′ 43″, ny. h. 0° 21′ 29″51.411886°N 0.358092°W

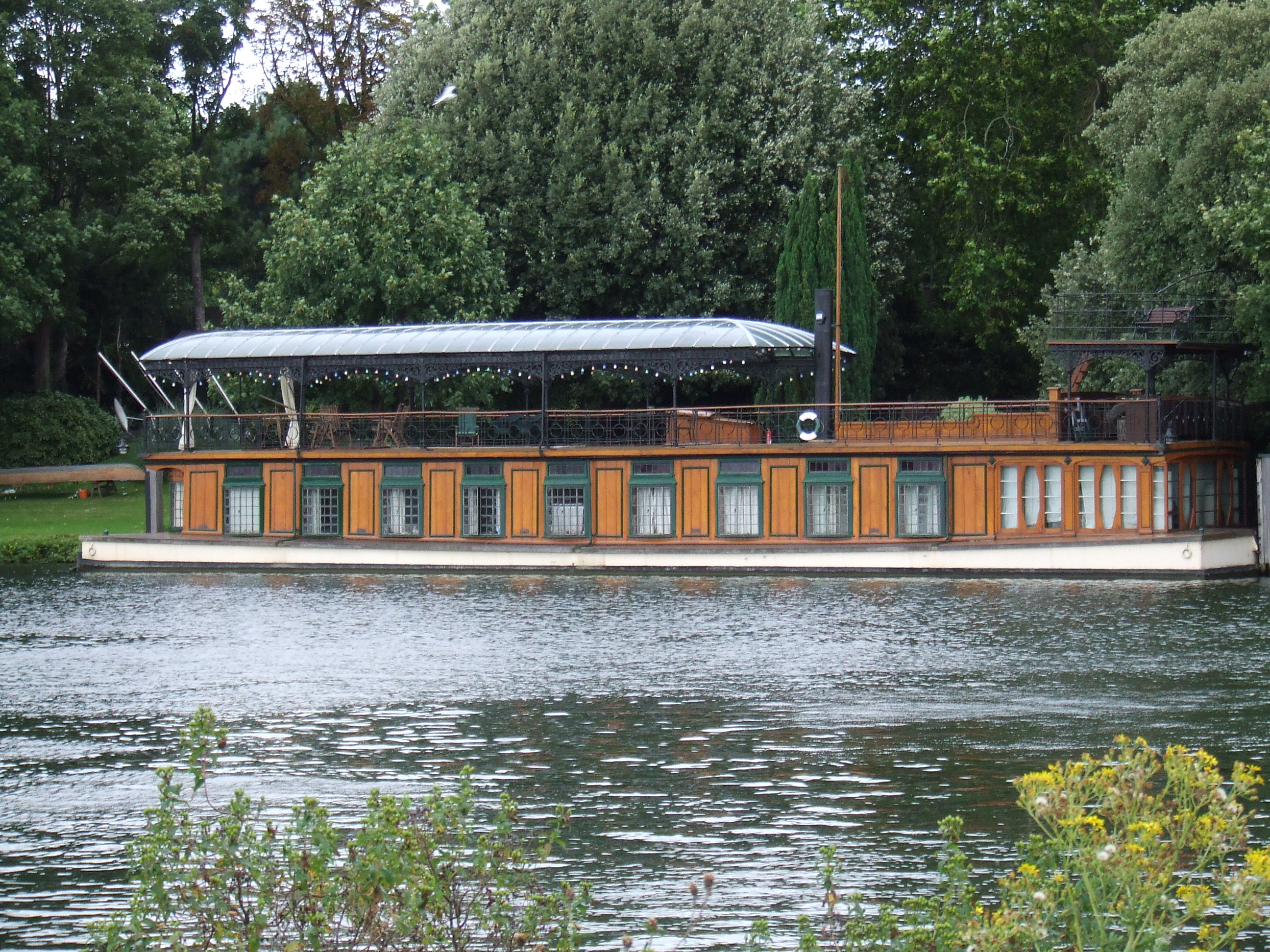
Az Astoria oldalnézetből 2008 augusztusában a Temzén.

Az Astoria egy lakóhajó, de stúdióként is üzemel, a Pink Floyd gitárosának, David Gilmournak a tulajdonában. Jelenleg a londoni Temze folyón van kikötve a Hampton Bírósági Palota közelében. A gitáros 1986-ban vásárolta meg a hajót, arra hivatkozva, hogy „a fél életemet bezárt, ablak nélküli stúdiókban töltöttem, de végre ezen a hajón rengeteg ablak van és gyönyörű kilátás”. A hajóról szó van az együttes dobosa, Nick Mason által írt könyvben, az Inside Outban.

## Története
A hajót 1911-ben építették Fred Karno varieté-impresszárió számára 20  000 fontos költségen, aki azt szerette volna, hogy az ő hajója legyen a legjobb a folyón, úgyhogy akár egy 90 fős zenekar is elfér a fedélzeten, de megfordult már Charlie Chaplin is a 27 méter hosszú hajón. Miután Gilmour megvásárolta a hajót, az átalakított, árnyékos oldalon lévő nappaliba stúdiót építtetett Phil Taylor segítségével. A nagyobb nappaliban kialakított vezérlőterem két oldalán a folyóra, a harmadik oldalon pedig a folyóparti kertre nyíltak ablakok.
Két Pink Floyd albumot vettek fel ezen a lakóhajón, mégpedig a A Momentary Lapse of Reasont és a The Division Bellt, továbbá Gilmour harmadik szólólemezét, az On an Islandet is. Viszont nem csak felvételek készítésére használták a stúdiót, hanem keverésre is a Delicate Sound of Thunder és a P•U•L•S•E című Pink Floyd koncertfelvételeknél, továbbá Gilmour Remember That Night és a 2008-as Live in Gdańsk DVD-inél is.
2009 júniusában átvizsgálták a hajót egy esetleges renoválás miatt, s úgy ítélték meg, hogy ki kell javítani a testét. Szárazdokkba vitték, majd kicserélték a teljes acéltestet, így körülbelül 30-40 évig nem kell majd nagyobb munkát elvégezni rajta.

## Felszerelés

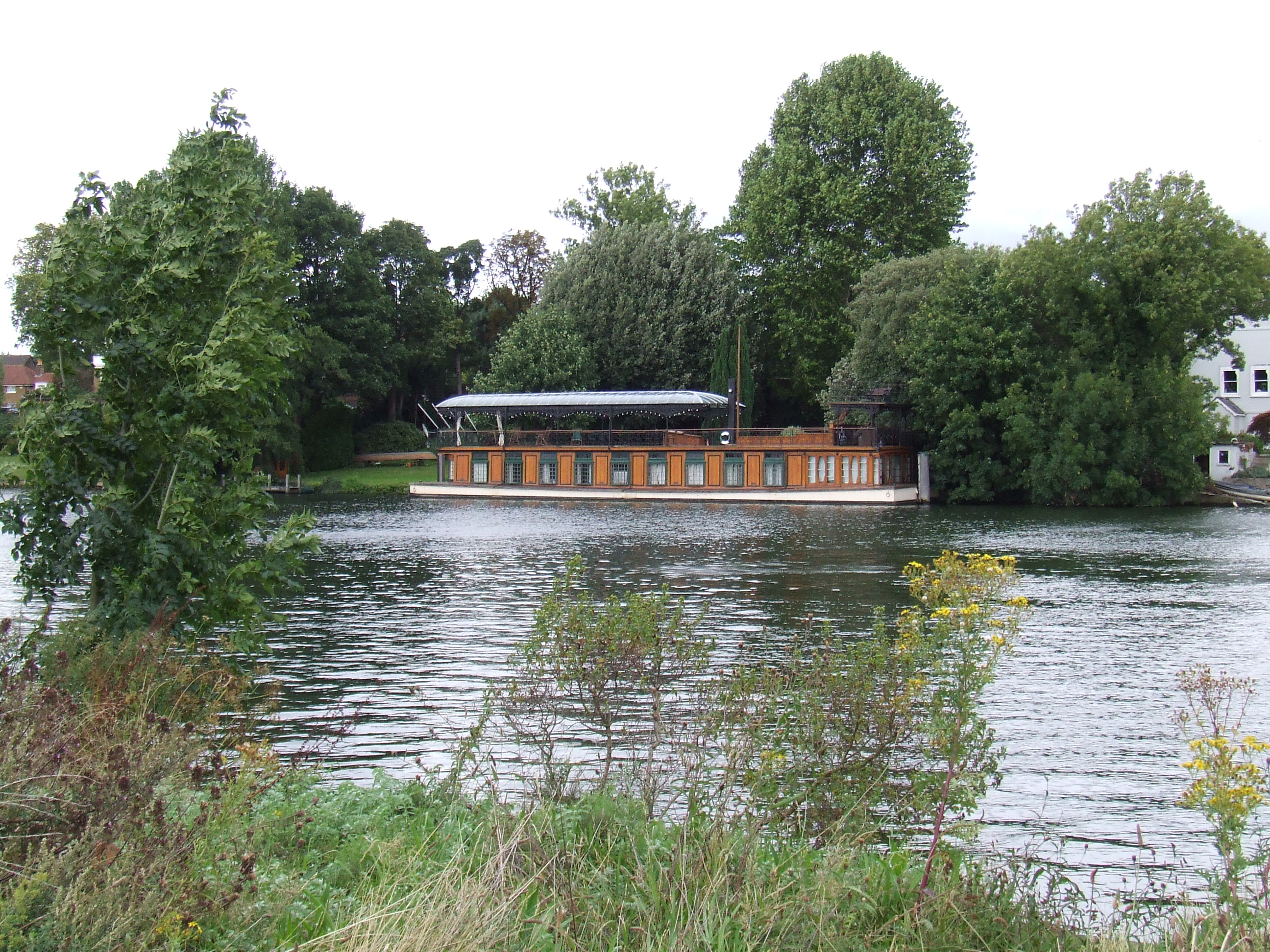
Az Astoria 2008 augusztusában a Temzén.

2005-ben a Tape Op Magazin készített egy interjút David Gilmour gitártechnikusával, Phil Taylorral, amiből kiderül, hogy eredetileg UREI 813 stúdió monitorok voltak Phase Linear erősítőkkel a stúdióban, de később, 1990 körül az UREI 813-asokat ATC-kre cserélték le. Jelenleg ATC SCM 150 ASL aktív hangszórókat használnak a bal és a jobb oldalra ugyancsak ATC SCM 150 ASL aktív hangszórókkal a központi csatornához, amihez egy ATC SCM 0.1/15 mélynyomó is tartozik. A surround monitorok két ATC SCM 50 ASL-ből állnak. Az akusztikát Nick Whittaker asszisztense tervezte, a felszerelésekben pedig James Guthrie és Andrew Jackson segédkezett, akik a The Wall album óta dolgoznak együtt Gilmourral. 2003-ban James Guthrie újrakeverte a The Dark Side of the Moont az eredeti 16 sávos stúdióanyagból a lemez 30. évfordulójának alkalmából, amit egy hibrid Super Audio CD-n adtak ki 5.1-es hangzással. Jelenleg a hajón egy Neve keverőpult van, három Studer A827 és egy ATR 100-as szalagrögzítő, amit Tim de Paravicini alakított át. Összesen 23 kilométer holland gyártmányú Van den Hul kábel található a stúdióban. Különböző Pye kompresszorok, EAR 660 csövek és egy EAR 825 van a hajó felszereltségei között.

## Érdekesség
- A hajót egyszer meglátogatta egy hívatlan televíziós stáb, akik búvárruhában a hajó alatt felvették, ahogyan a hajón játszik a zenekar.[2]

## Külső hivatkozások
- Gilmour hivatalos oldala (angolul)
- Gilmour hivatalos blogja (angolul)
- Interjú Andrew Jackson-nal (angolul)